# 四方報
《四方報》是在臺灣的多語言之報紙型月刊。越南文《四方報》於2006年創刊，創刊發行人為成露茜，總編輯為張正。越南文名稱為「Báo Bốn Phương(報𦊚方)」
《四方報》隸屬於世新大學，社址位於台北市文山區木柵路一段17巷1號世新大學傳播大廈CB206室（已於2015年7月搬遷，舊址為新北市新店區北新路三段225號13樓），發行人成嘉玲。前發行人成露茜於2010年1月27日辭世。
《四方報》在2016年4月13日後，世新大學傳播學院院長兼《四方報》社長彭懷恩表示是為了轉型為社會企業及改變報紙形態，為四方報進行重整編制，由張龍宇擔任總編輯的職務，目前有越南文、印尼文兩個版本的月刊型雜誌。
2016年8月起，由於智慧手機的行動通訊已成為新住民、移工的重要媒介，復刊的《四方報》將採網路新聞與紙本月刊雙軌併行模式，賡續發揮資訊提供、外事服務、雙語教育的功能，惟未見成效。在報導主軸上改為「LIFE-活」，實踐『四方皆朋友、報導兼服務』的經營理念，持續關注東南亞移民/工朋友，強調執著及前瞻性的堅持，延續四方報的公司經營。

## 發行
《四方報》現行刊物的售價為90元，並依據（中華郵政）雜誌派送之標準另加運費，過去越文版於台灣OK便利店、萊爾富便利商店、及部分7-11統一超商零售，但因為轉型後成本考量及社群軟體的便利性，目前訂購的方式可直接透過粉絲專頁與來電訂購。

## 特色
至2011年5月為止，該報是全台灣唯一在台灣製作、以越╱泰╱柬文為主、中文為輔的定期刊物。
越南文《四方報》原為每月農曆十五日上架銷售，取「舉頭望明月，低頭思故鄉」之意。2012年起改為每月1日上架。
《四方報》名稱的由來，意在連結散居於台灣四面八方的移民移工，透過報紙版面做為平台，集結這群相對弱勢的族群，一則相互打氣慰藉，一則爭取自身的權利。內容除了東南亞各國當地的新聞之外，亦將台灣當地新聞翻譯為該國母語。除了新聞之外，該報其他的內容，大量由讀者來稿構成，有些甚至是將信件直接掃瞄刊登，且不支付稿費。
2009年12月，該報於Flickr平台架設「四方藝廊」網站，放置部分讀者投稿之繪畫作品，供人觀賞。2011年，該報將部分畫作裱框，以「豔驚四方」為名於全台各地舉辦畫展。
2016年8月，四方報轉型成為雜誌的形式，內容更增加了許多與新住民／移工生活訊息相關的版面，以貫徹四方報的服務宗旨。
2017年1月，改版成為A4大小的月刊型雜誌，內容除了有活動預告、人物專訪、學者專欄、新住民藝文及生活趣味等多元的版本，內容皆為四方報記者親自訪查、採訪與監督製成，期盼藉由多元化的內容達到服務新住民及移工的目的，同時提升四方報的服務品質，實踐媒體資訊傳播與監督的第四權。在雜誌出刊的同時，網站與粉絲專業等新媒體也同時運作，提升媒體與閱聽眾的互動性。

## 爭議
《四方報》的常態性版面「逃」，接受逃跑外勞的來稿，編輯部也站在主流論述之對立面解讀、聲援逃跑外勞，認為外勞逃逸不應責備個人，而是外勞制度問題。但此一立場受到越南《前鋒日報》駐台記者文馨（VĂN NGHỆ）批評「逃跑永遠是犯法的」、「外勞逃跑之後無法受到政府與法令保護，如果同情他們，他們會單純的以為被鼓勵逃跑，卻看不到之後的危險」。
至2012年，《四方報》與時報出版合作，將此一專欄集結成冊，分別出版越文版和中文版。

2013年5月，《四方報》前總編輯張正因在便當文事件中於個人臉書發表「夜訪便當店老闆」一文為造假的鄭姓記者背書，事件澄清後向社會大眾「道歉」並請辭。

## 評價
2011年卓越新聞獎基金會頒發社會公器獎予《四方報》，得獎理由如下：
|    | 台灣是個移民的社會，但長期以來，主流的權力社群卻吝於讓不同的群體有平等使用媒體，展現自我文化與與情感的公共空間。這樣的歷史雖然不斷的複製，然，《四方報》卻主動、積極地讓台灣新移民自主、多元發聲，並試圖成為和本地主流社群相互理解與看見彼此的公共空間。美中不足的是，受限於經費或編輯政策，《四方報》對其它社群而言或有門檻，但無損於其存在的重要價值。 |
| —— | |

2017年2月四方報獲得台北西區扶輪社頒發扶輪職業成就獎，本獎系為表揚四方報為台灣社會企業的楷模，並企盼透過獎項，鼓勵更多有志投入社會企業的創業家勇於嘗試，共創社會企業優質環境。

## 歷史
- 2006/09 越文《四方報》試刊
- 2006/12 越文《四方報》創刊
- 2007/01 泰文《新能量報》停刊
- 2007/02 獲得公益信託族群和諧基金補助
- 2007/02 《四方報》透過全台杏一醫療門市贈閱
- 2007/03 獲得中華社會福利聯合勸募協會、台北市社區銀髮族服務協會補助
- 2007/09 越文《四方報》由每份10元調漲為每份20元
- 2007/12 製作2006-2007/12越文《四方報》合訂本《英雄》
- 2008/02 由立報印刷廠轉至蘋果日報印刷廠印製
- 2008/04 泰文《四方報》創刊
- 2008/09 協辦大大樹音樂圖像之2008流浪者音樂節
- 2008/12 製作2008四方報合訂本《英雄2》
- 2009/01 於全台OK便利商店販售。加印抽印版
- 2009/01 與大大樹音樂圖像共同主辦碧潭音樂節
- 2009/02 協助台灣第一部描寫移工的電影「歧路天堂」之翻譯與宣傳
- 2009/03 邀請越南歌手來台，舉辦四方之聲巡迴音樂節
- 2009/06 於AMAZON網路書店上架販售
- 2009/08 開辦48441簡訊╱便利商店之訂報、留言系統。停印抽印版
- 2009/09 協辦「望向彼方：亞洲新娘之歌」侯淑姿攝影展
- 2009/09 協辦大大樹音樂圖像之2009流浪者音樂節
- 2009/12 協辦台灣小小生活文化創意推廣協會之「他鄉軌跡創作工作坊」
- 2009/12 號召讀者參與2009移工大遊行
- 2009/12 越文《四方報》於全台全虹電信門市上架銷售
- 2009/12 於圖片網站flickr開闢「四方藝廊」，將讀者來函中的數百張讀者手繪圖片上傳網站。
- 2010/01 泰文《四方報》於全台全虹電信門市上架銷售
- 2010/01 發行人成露茜過世
- 2010/03 協辦台灣南洋姊妹會之「東南亞語翻譯工作隊」
- 2010/04 泰文《四方報》改為雙月刊，恢復定點贈閱
- 2010/05 越文《四方報》於萊爾富便利商店（H-Life）上架銷售
- 2010/08 參與世新大學夏曉鵑教授主持之國科會數位典藏多元推廣應用計畫
- 2010/12 越文版及泰文版於長榮航空飛越南、泰國班機上贈閱
- 2010/12 舉辦一連四場越界書寫、望向東南亞系列座談
- 2010/12 自辦全台首次「越南勞工在台生活滿意度」電訪調查
- 2011/01 與全虹電信結束合作
- 2011/05 「五語倫比」計畫：開辦越南、泰國、印尼、菲律賓、柬埔寨等五份「四方報新移民專刊」
- 2011/07 加入國際移民聯盟（International Migrants Alliance）
- 2011/07 「豔驚四方：台灣異鄉人創作展」於雲林虎尾厝沙龍首展。影片（页面存档备份，存于）
- 2011/07 執行「外婆橋計畫」，集合新北市興南國小教師、越南外配、子女兩名返越20天
- 2011/10 印尼文版、菲律賓文版、柬埔寨文版於長榮航空飛該國班機贈閱
- 2011/11 獲頒卓越新聞獎基金會2011年社會公器獎。獲獎影片（页面存档备份，存于）
- 2011/12 總編輯張正獲頒經理人月刊2011年年度100MVP（最有價值經理人）
- 2012/02 越文《四方報》於全台500家7-Eleven便利商店上架銷售
- 2012/04 總編輯張正獲得KEEP WALKING夢想資助計畫。獲獎影片（页面存档备份，存于）
- 2012/04 編譯首部逃跑外勞作品集《逃─我們的寶島，他們的牢》，越文版Chạy trốn – Năm tháng lưu vong trên Đảo ngọc（時報出版記者會影片（页面存档备份，存于））
- 2012/05 於洪建全文教基金會敏隆講堂舉辦《艷驚四方》跨國移工畫家四人聯展與系列座談
- 2012/07 於就娣外籍生研習中心舉辦《四方沙龍》系列講座（页面存档备份，存于）
- 2012/08 於新北市新店區大豐國小舉辦《艷驚四方》畫展及越南文物展
- 2012/09 維多莉亞韓語文教育中心創辦人李三財（李翊龍）捐贈一年五語四方報至全台319鄉鎮圖書館
- 2012/10 與香港華僑陳就娣紀念中心合作，開辦「五語+N學堂」，免費教授民眾越南、泰國、印尼、菲律賓、柬埔寨、緬甸.馬來西亞等七國語言
- 2012/10 獲頒勞委會「多元就業金旭獎」之最佳行銷推廣獎。
- 2012/12 《逃─我們的寶島，他們的牢》獲得《中國時報》開卷版的「2012開卷好書獎」之「評審特別推薦」。
- 2012/12 四方報泰文主編林周熙，獲選為國民黨青年團「新移民青年大使」。
- 2013/01 《新移民工友善社會的最後一哩》獲得信義房屋之「社區一家幸福行動計畫」首獎。
- 2013/02 與國民黨青年團合作，於國民黨中央黨部大樓舉辦「新移民‧心印象」畫展。
- 2013/02 與民進黨台北市市黨部合作，於台北捷運忠孝復興站北側藝文廊舉辦「遇見心故鄉」畫展。
- 2013/03 編譯台越跨國婚姻作品集《離─我們的買賣，她們的一生》，時報出版社出版
- 2013/05 假便當文事件，立報開除鄭姓記者，力挺便當文為真的四方報總編張正 (媒體工作者)道歉辭職。［7（页面存档备份，存于）］［8（页面存档备份，存于）］
- 2013/05 便當文事件後，與數個團體合作在台北市中山北路撫順公園舉辦「善待在台每一人：你不孤單」活動，搭建舞台並邀請嚴長壽、沈芯菱等名人現身公開感謝外籍勞工對台灣的貢獻，林生祥、謝宇威、鍾玉鳳等音樂人亦登台演奏表演。
- 2013/06 與民主基金會合作，執行青年田野計畫，募集大學生志工深入各地採訪調查新住民的生活情況。
- 2013/06 與中央廣播電台合作，舉辦「新移民資訊宣導廣播媒體製播案──新移民焦點訪談座談會」的台北、台中場次。
- 2013/07 獲得國家文化藝術基金會「藝文社會企業創新育成扶植計畫」補助
- 2013/09 與蔡明亮咖啡走廊合作「異鄉繞境－當代東南亞民畫展」，邀請多位東南亞移民工素人畫家到場分享創作歷程。活動並於捷運忠孝復興站張貼宣傳海報。
- 2013/09 與法務部保護司合辦「第二屆結髮(法)一輩子漫畫競賽」結束，選出陳氏桃(第一名)、阿藍(第二名)、邱希拉(第三名)、丘氏陵(第四名)、鍾亞梅(第五名)、陳春富(佳作)、頌沙(佳作)、陶小娟(佳作)、邱子龍(佳作)、黃文雄(佳作)、楊慧婷(佳作)、江金安(佳作)、洪慧琳(佳作)等得獎者。
- 2013/10 與中央廣播電台合作，舉辦「新移民資訊宣導廣播媒體製播案 ── 新移民焦點訪談座談會」的高雄、宜蘭場次。
- 2013/11 編輯部成員與外籍編譯前往台北監獄及龍潭女子監獄探訪東南亞受刑人。
- 2014/02 協助國立台灣博物館宣傳「伊斯蘭：文化與生活特展」，並推出東南亞移民工憑四方報截角免費看展的活動。
- 2014/03 與南洋台灣姊妹會合作，舉辦新移民新聞編採培力工作坊。
- 2014/05 《親子共讀專刊》國小版創刊
- 2014/06 《親子共讀專刊》國中版創刊
- 2014/06 前往花蓮、台東與當地NGO合辦座談會，聽取後山地區新住民在醫療上遇到的問題。
- 2014/07 四方報編輯部自原本的新店區復興路舊址，搬遷至北新路三段現址。
- 2014/08 與蘆洲李氏古宅合作，舉辦「抓出新台灣之子的未來：跨國家庭親子抓周活動」，邀請越、印、菲新住民家庭及其孩子一起抓周。
- 2014/09 與法務部保護司續辦「第三屆結髮(法)一輩子漫畫競賽」結束，選出陳氏桃(第一名)、丘氏綾(第二名)、何國忠(第三名)、王建中(佳作)、黎清秀(佳作)、劉心汝(學生組第一名)、蔡昀書(學生組第二名)、張雅淳(學生組佳作)、林昀龍(學生組佳作)等得獎者。
- 2014/10 加入2014年「社會企業世界論壇(Social Enterprise World Forum)」的台灣代表團，前往韓國首爾介紹台灣社會企業。
- 2014/11 採訪彰化鹿港「玻璃媽祖廟」護聖宮，並製作媽祖廟特刊介紹東南亞各國的媽祖信仰。
- 2014/11 與新北市立聯合醫院三重院區合辦「We are Family友愛新住民」活動，提倡新住民至醫院就診時應享有母語指示及通譯。
- 2014/12 連續第二年前往台北監獄探視東南亞受刑人。
- 2014/12 獲得安麗希望工廠慈善基金會補助「追夢基金」100萬元，於2015年開辦「新二代小小文化大使媒體素養培力工作坊」。
- 2014/12 受邀參與國立台灣歷史博物館舉辦之「來自四方：近代臺灣移民的故事特展」，出借四方報各語種創刊號及移民工畫作做靜態展覽。
- 2015/01 第六個語言版本：緬甸文版創刊，封面人物為緬甸裔導演趙德胤。
- 2015/05 於國立歷史博物館舉辦之《2015國際博物館日－「歡迎您！博物館『新』觀眾」活動》展出豔驚四方畫作及書信
- 2015/07 四方報自原本的新店區北新路三段舊址，搬遷至木柵路現址。
- 2016/04 四方報停刊，部分成員另創移民工網路媒體移人。
- 2016/08 新版四方報上市。
- 2017/01 四方報雜誌改版成為版面A4大小的雜誌。
- 2017/02 榮獲扶輪職業成就獎。
- 2017/03 新規劃的讀者投書上線。